# エレン・ハンセル
エレン・ハンセル（Ellen Hansell, 1869年9月28日 - 1937年5月11日）は、アメリカ・ペンシルベニア州フィラデルフィア出身の女子テニス選手。1887年から始まった「全米女子シングルス選手権」（現在の全米オープンテニス女子シングルス部門）で、第1回大会の優勝者になった選手である。右利きの選手で、横手側（サイドスロー）から放たれるサービスを最も得意にした。フルネームは Ellen Forde Hansell Allerdice （エレン・フォード・ハンセル・アラーディス）という。

## 来歴
現在は「全米オープン」として知られるテニス競技大会は、1881年から男子シングルスと男子ダブルスが始まり、女子シングルスはそれから6年後の1887年に第1回の競技大会が行われた。最初期の時代は、各部門が個別の名称を持ち、大会会場も別々のテニスクラブで開かれていた。男子シングルスは「全米シングルス選手権」（U.S. National Singles Championship）、男子ダブルスは「全米男子ダブルス選手権」（U.S. National Men's Doubles Championship）の名前を持ち、女子シングルスは1887年に「全米女子シングルス選手権」（U.S. Women's National Singles Championship）という名前で始まった。第1回大会の会場となった「フィラデルフィア・クリケット・クラブ」は、当時18歳の少女だったエレン・ハンセルの故郷に近い場所でもあった。ハンセルは最初の女子シングルス決勝でローラ・ナイト（Laura Knight）を 6-1, 6-0 で圧倒し、「全米女子シングルス選手権」の初代優勝者になった。しかし1888年の決勝ではバーサ・タウンゼントに 3-6, 5-6 で敗れ、2年連続優勝を逃した。（テニス競技大会の黎明期には、ゲームカウント 5-5 になった時に次のゲームで勝敗を決めていたため「6-5」の試合結果が多く見られた。）
エレン・ハンセルは後に、テニスを始めた少女時代の回想を語った。それによると、彼女はもともと貧血気味の子供であったため、家庭医が彼女の母親に、娘の健康増進のためにテニスを勧めたという。選手引退後はテーラー・アラーディス（Taylor Allerdice）と結婚して静かな余生を送り、1937年5月11日にピッツバーグにて67歳で逝去した。